# Smeringopus sambesicus
Smeringopus sambesicus is een spinnensoort uit de familie trilspinnen (Pholcidae). De soort komt voor in Rwanda en Malawi.